# Jean Chapin
Jean Chapin (París, 21 de febrero de 1896 - Jouy-sobre-Morin, 24 de mayo de 1994) fue un pintor y litógrafo francés, expositor en el Salón de los independientes, en el Salón de Otoño y en la Sociedad nacional de Bellas Artes.

## Datos biográficos
Jean Chapin, fue alumno de la Escuela Boulle, empezando su arte fabricando artesanías y más tarde orientándose al arte de galería más refinado, después de haber estudiado en la Academia de la Grande Chaumière.
Fue movilizado durante la Primera Guerra Mundial, teniendo como camarada en el frente de batalla al pintor André Beaudin. La tragedia de la guerra fue el tema más antiguo repertoriado con la tela a la que denominó La apuesta en tierra de un soldado, muy apreciado por la crítica en el Salón de otoño de 1916.
Jean Chapin fue luego un pintor de naturalezas muertas, de desnudos, de escenas de calles parisienses y de paisajes marinos que recogió en Normandía (El Tréport, las islas Chausey) y más todavía en Bretaña. 
En París, vivió también en el número 4 de  square de Montsouris,.
Hacia 1950  Jean Chapin, se retiró de la escena artística y optó por una vida solitaria aunque permaneció fiel al Salón de los independientes donde se encontró siempre su obra y su nombre entre los expositores, hasta 1984. Fue con discreción que Jean Chapin abandonó este mundo en 1994.

## Ediciones bibliofílicas
- Guy Lavaud, Imágenes marinas, veintidós poemas enriquecidos con veintidós litografías originales de Jean Chapin, Yves de la Casinière, maestro impresor, Ediciones Yggdrasill, París, 1946.